# 达坂城西盐湖
达坂城西盐湖是一个位于中国新疆维吾尔自治区乌鲁木齐市的盐湖，面积约为1平方千米，属于蒙新高原区。它的一级流域为内流区诸河，二级流域为准葛尔内流区。